# Rutte-doctrine
De Rutte-doctrine verwijst naar de visie van voormalig Nederlands minister-president Mark Rutte dat interne discussies tussen ambtenaren onderling en met bewindspersonen niet gedeeld zouden hoeven worden met journalisten en met de Tweede Kamer. De term dook op in sms-verkeer tussen ambtenaren toen de parlementaire ondervragingscommissie Kinderopvangtoeslag eind 2020 onderzoek deed naar de toeslagenaffaire. Sindsdien is de term ook gebruikt om Ruttes vermeende afkeer van openheid te omschrijven.

## Achtergrond
De doctrine is gebaseerd op een richtlijn die in 2002 door minister van Binnenlandse Zaken Klaas de Vries vastgesteld werd. Deze stelde dat persoonlijke beleidsopvattingen van ambtenaren niet onder de informatieplicht vallen. Formeel was de richtlijn ongewijzigd gebleven, maar volgens critici was het gebruik van die uitzondering wel toegenomen. Het aantal incidenten waarbij de Kamer onjuist of onvolledig geïnformeerd werd, was met 65% toegenomen onder de kabinetten Rutte ten opzichte van de kabinetten Kok en Balkenende.
De term dook voor het eerst op in een sms tussen ambtenaren, die tijdens het verhoor over de toeslagenaffaire eind 2020 werd besproken. Vanwege een rapport over deze affaire, waarin er onder andere kritiek was op de informatievoorziening, trad op 15 januari 2021 kabinet-Rutte III af.
Naar aanleiding van het rapport van de parlementaire ondervragingscommissie kinderopvangtoeslag beloofde Rutte dat het argument "persoonlijke beleidsopvattingen" van ambtenaren niet meer als weigeringsgrond gehanteerd zal worden voor het openbaar maken van documenten. Later bleek dit alleen te gelden voor documenten die worden verstrekt aan de Tweede Kamer.

## Bredere interpretatie
Nadat de term Rutte-doctrine opdook in onderzoek naar de toeslagen, werd de term ook gebruikt om Ruttes vermeende afkeer van de openheid te omschrijven. Kamerleden ergerden zich tijdens de ambtstermijn van Rutte aan het ontbreken van openbaarheid, onder wie Renske Leijten, Farid Azarkan en Pieter Omtzigt, die nauw betrokken waren bij de gezinnen die in de toeslagenaffaire gedupeerd werden.
In de aanloop naar de Tweede Kamerverkiezingen van 2021 werd de term door onder meer het CDA tegen Rutte gebruikt. Binnenskamers drong Rutte daarom aan op het openbaren van meer documenten. Voor het CDA betekende dat dat ook naar buiten kwam dat zij hun populaire Kamerlid Omtzigt lastig vonden, en besloot daarop de term minder te gebruiken.

## Andere betekenissen
- In 2015 noemde NRC Handelsblad de wens van Rutte voor een klein kabinet met weinig ministers de 'Rutte-doctrine'.[13]